# Comuna Dunaieț, Hluhiv
Dunaieț (în ucraineană Дунаєць) este o comună în raionul Hluhiv, regiunea Sumî, Ucraina, formată din satele Dunaieț (reședința), Șcebrî și Sutîskî.

## Demografie
Componența lingvistică a comunei Dunaieț
     Ucraineană (99,02%)
     Alte limbi (0,91%)
Conform recensământului din 2001, majoritatea populației comunei Dunaieț era vorbitoare de ucraineană (99,02%), existând în minoritate și vorbitori de alte limbi.